# Chrysonicara aureus
Chrysonicara aureus là một loài bướm đêm trong họ Noctuidae.